# Хоска
Хо́ска — река в России, протекающая по Верхнеколымскому улусу Якутии, левый приток реки Ожогина. Длина реки — 297 км, площадь водосборного бассейна — 3310 км². Исток находится в безымянном массиве сопок на Колымской низменности, на высоте более 200 м над уровнем моря. Протекает в пределах Колымской низменности в лесотундровой зоне. Преимущественное направление течения — на юго-восток. Русло сильно меандрирует. В среднем и нижнем течении в бассейне реки множество озёр (Муратай, Киенг-Кюель, Тыа-Арылах,  Арганаму-Кюель и др.). Впадает в реку Ожогина на отметке 22 м над уровнем моря всего в 6 км от её впадения в Колыму. Питание снеговое и дождевое. Наиболее крупный приток — река Элеис-Сиене длиной 37 км.

## Данные водного реестра
По данным государственного водного реестра России и геоинформационной системы водохозяйственного районирования территории РФ, подготовленной Федеральным агентством водных ресурсов:
- Бассейновый округ — Анадыро-Колымский
- Речной бассейн — Колыма
- Речной подбассейн — Колыма до впадения Омолона
- Водохозяйственный участок — Колыма от водомерного поста ГМС Коркодон до водомерного поста города Среднеколымск
- Код водного объекта — 19010100412119000040293